# Винфорд Луис
Винфорд Ли Луис (29. мај 1878—20. јануар 1943) је био амерички хемичар.

## Биографија
У Првом светском рату био је капетан хемијске службе. Тада је пронашао луизит, БОт пликавац, који је по њему и добио име (1917). Од 1919. до 1924. године је шеф катедре за хемију на универзитету у Чикагу.